# Edward Steichen

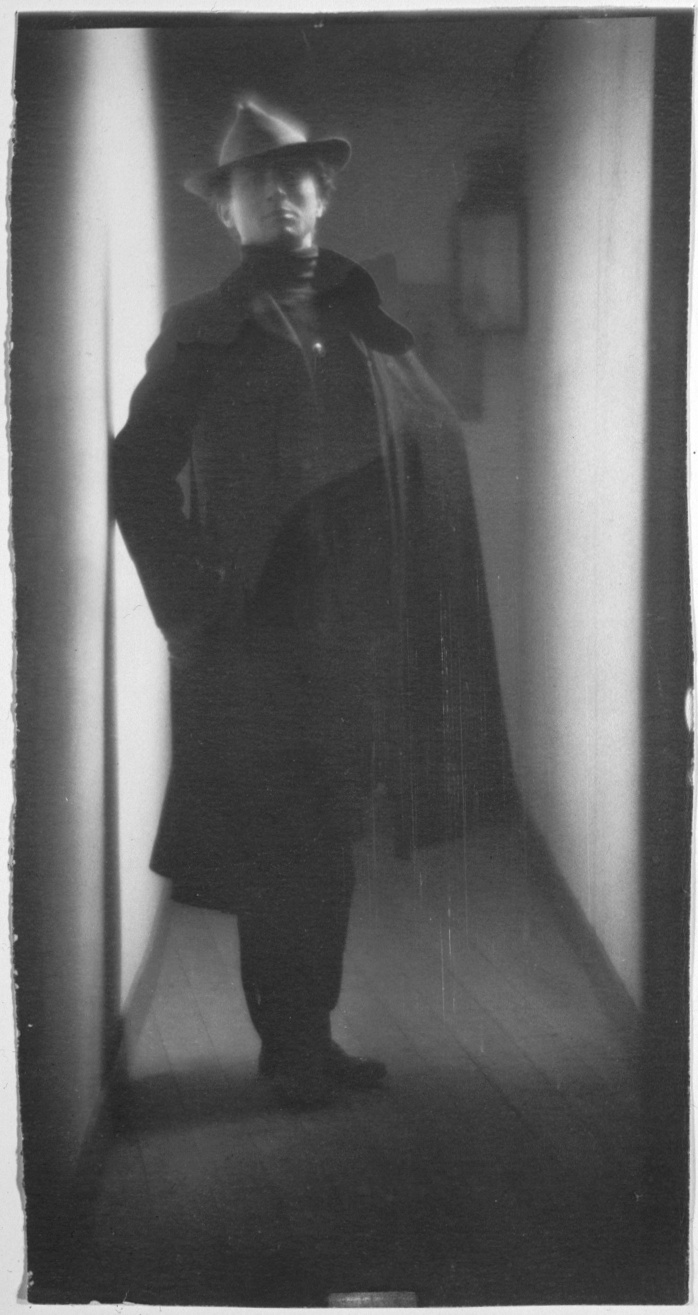
Edward Jean Steichen 1901 door Fred Holland Day

Edward Jean Steichen (Bivange, 27 maart 1879 - West Redding (Connecticut), 25 maart 1973) was een in Luxemburg geboren Amerikaans fotograaf, schilder, galeriehouder en museumcurator.

## Leven en werk
Steichen emigreerde vanuit Luxemburg met zijn familie in 1881 naar de Verenigde Staten, waar zijn vader in een kopermijn ging werken.

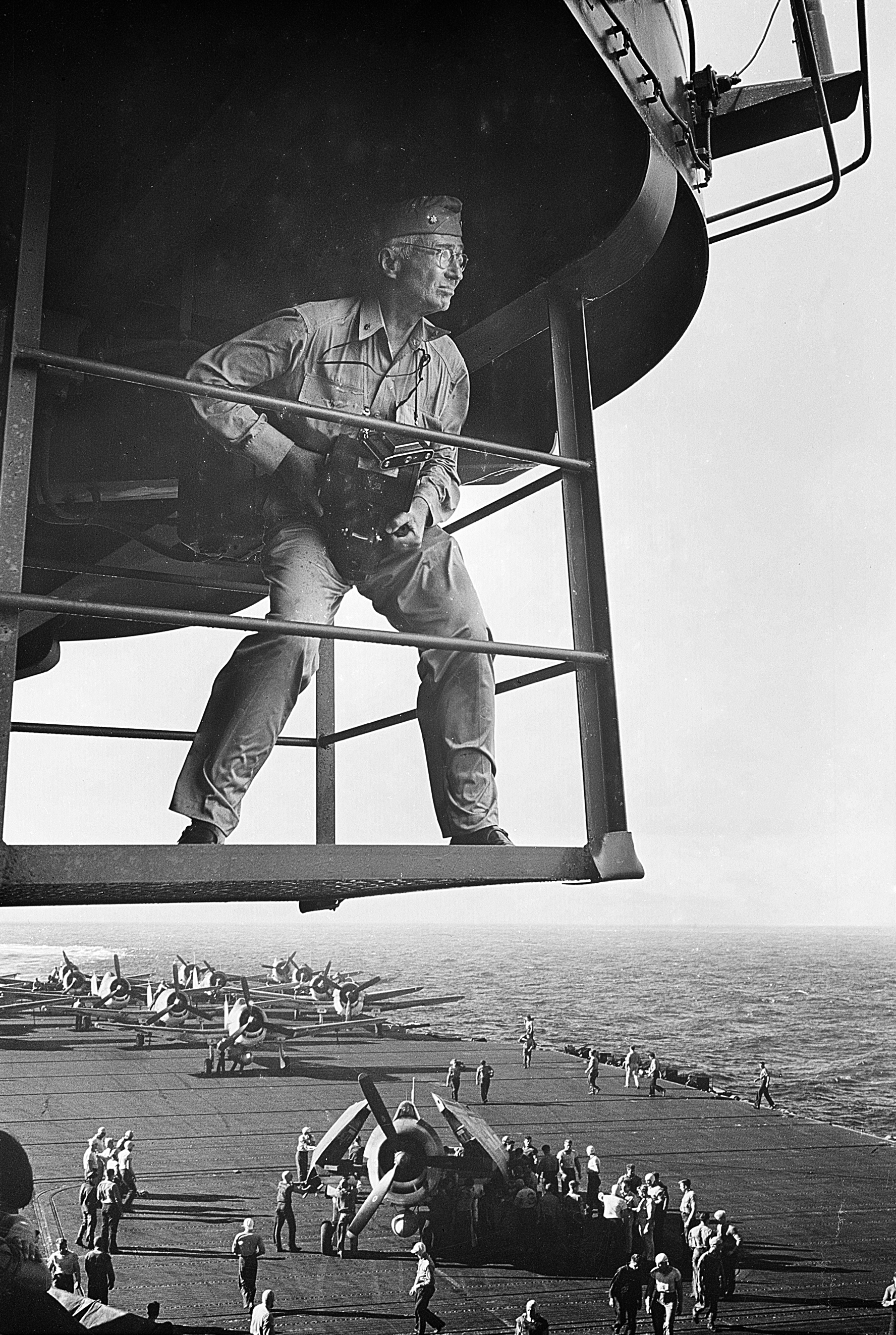
Steichen op een vliegdekschip, 1943

Steichen ging op zijn veertiende in de leer als lithograaf en begon kort daarna met fotograferen. In 1900 ontmoette hij de beroemde fotograaf Alfred Stieglitz, die zijn vroege werk hoog schatte. Samen met Stieglitz en Frank Eugene richtte hij de bekende picturalistische fotoclub Photo-Secession op en opende hij in 1905 de bekende Galerie 291 in New York. In die periode verschenen ook diverse foto’s van hem in Stieglitz' beroemde fototijdschrift Camera Work. Bijzondere bekendheid verwierf hij met een reeks foto's van Auguste Rodin en diens beeldhouwwerken.
Tijdens de Eerste Wereldoorlog was Steichen een poosje oorlogsfotograaf, na de oorlog wendde hij zich definitief af van het picturalisme en richtte zich vooral op mode- en glamourfotografie. Hij maakte talloze foto’s voor beroemde modetijdschriften als Vogue en Vanity Fair. In de periode tussen beide wereldoorlogen fotografeerde hij ook talloze prominenten, waaronder Greta Garbo en Marlene Dietrich. Tijdens de Tweede Wereldoorlog leidde hij de fotografieafdeling van de Amerikaanse marine. Na de oorlog werd hij directeur van de fotografieafdeling van het New Yorkse Museum of Modern Art (MoMA).
Steichens magnum opus is de foto-expositie The Family of Man; the greatest photographic exhibition of all time, die hij begin jaren vijftig voor het MoMA samenstelde. In deze tentoonstelling poogt hij een omvattend portret van de mensheid te geven in 17 thema’s, waaronder liefde, geloof, geboorte, werk, familie, kinderen, oorlog en vrede. In de jaren vijftig en zestig trok ze meer dan 9 miljoen bezoekers. In 1964 werd de collectie aan het Groothertogdom Luxemburg gegeven. Sinds 1994 loopt de tentoonstelling in het slot van Clervaux. De UNESCO heeft de collectie opgenomen in de werelderfgoedlijst voor documenten.

## Trivia
- Bij de opening van The Family of Man zei Steichen: «Toen ik me aan de fotografie wijdde was het mijn grote wens om haar als kunstvorm erkend te krijgen. Nu kan me dat niets meer schelen. De opdracht van een fotograaf is vooral om de mens aan zichzelf en aan anderen te verklaren en ze tot beter zelfinzicht te brengen.»
- Op 14 februari 2006 werd voor Steichens foto "The Pond - Moonlight" (1904) bij Sotheby's in New York de op dat moment hoogste prijs ooit voor een foto betaald: 2,928 miljoen dollar.[1]

## Galerij

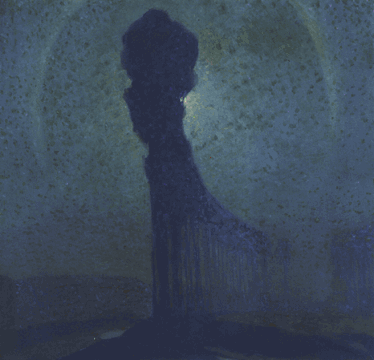
Landscape with avenue of trees, 1902
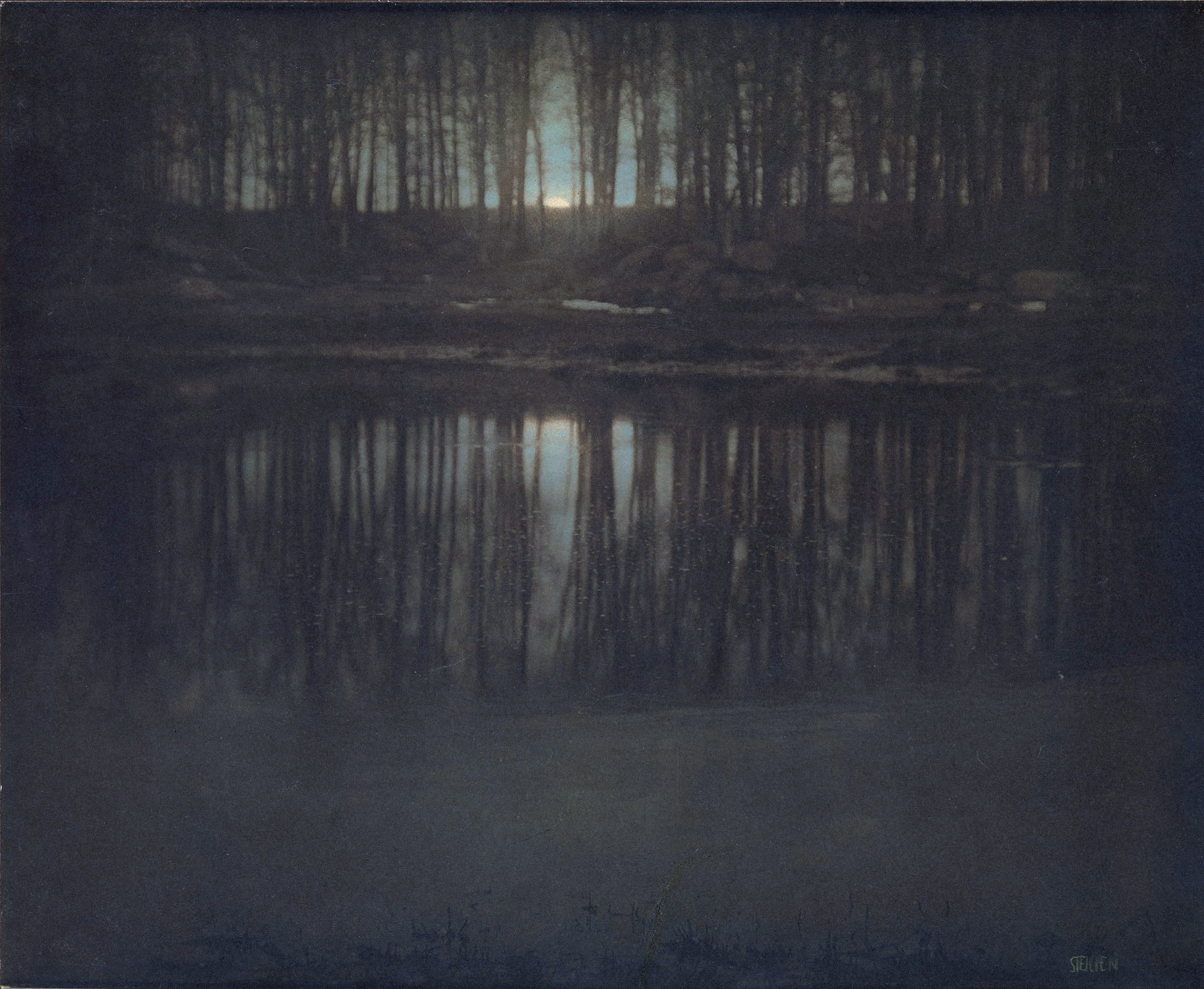
The Pond - Moonlight, 1904
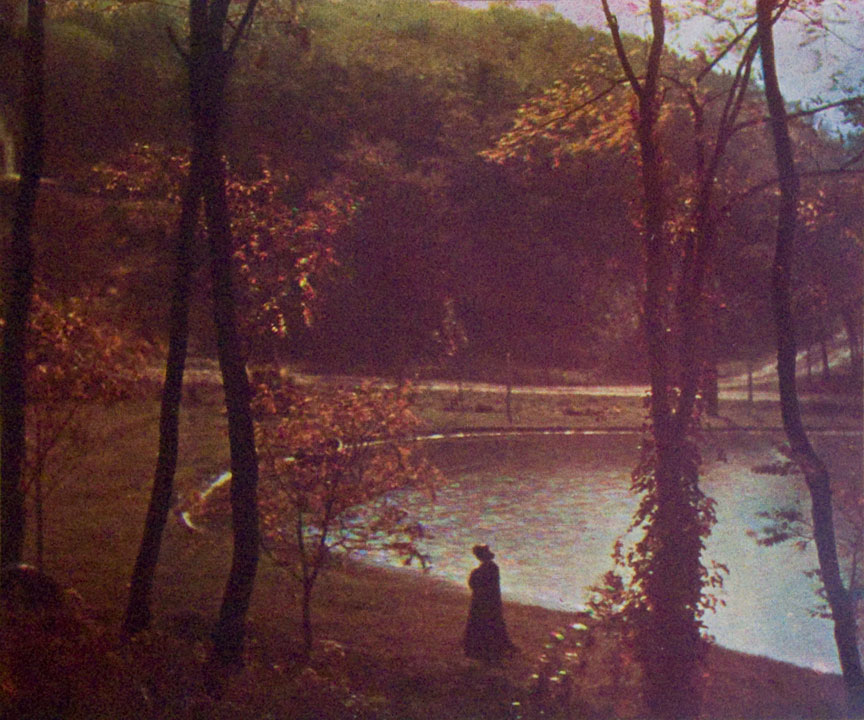
Experiment in driekleurenfotografie, 1906
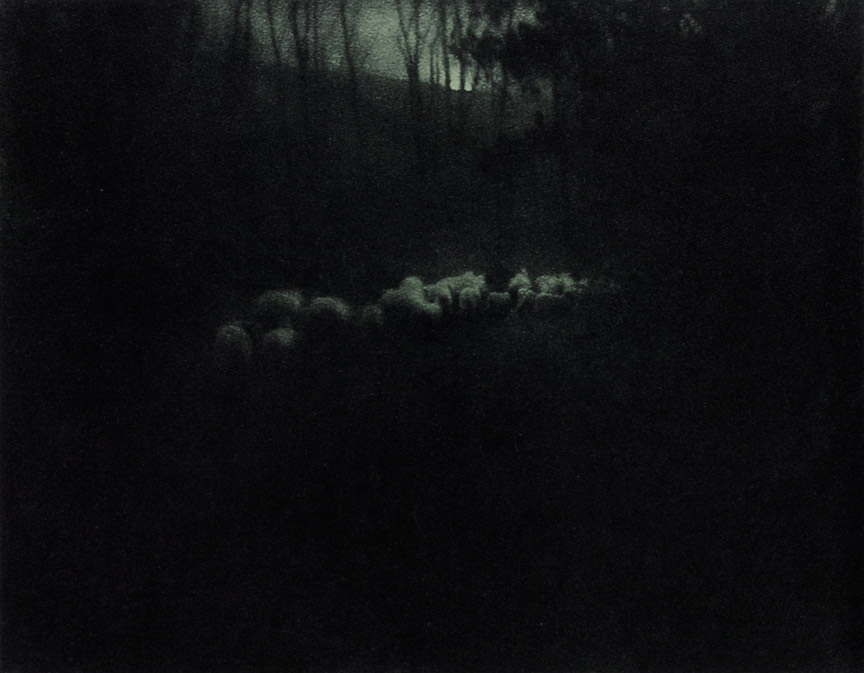
Pastorale, 1904
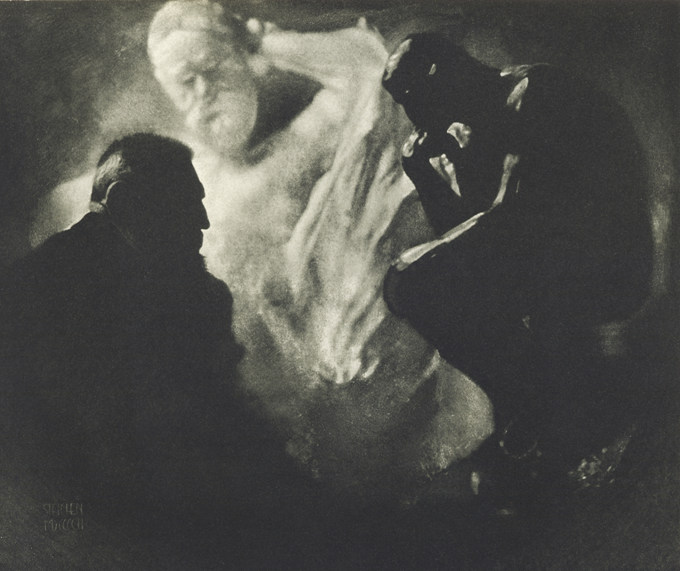
Rodin, le Monument à Victor Hugo et le Penseur, 1902
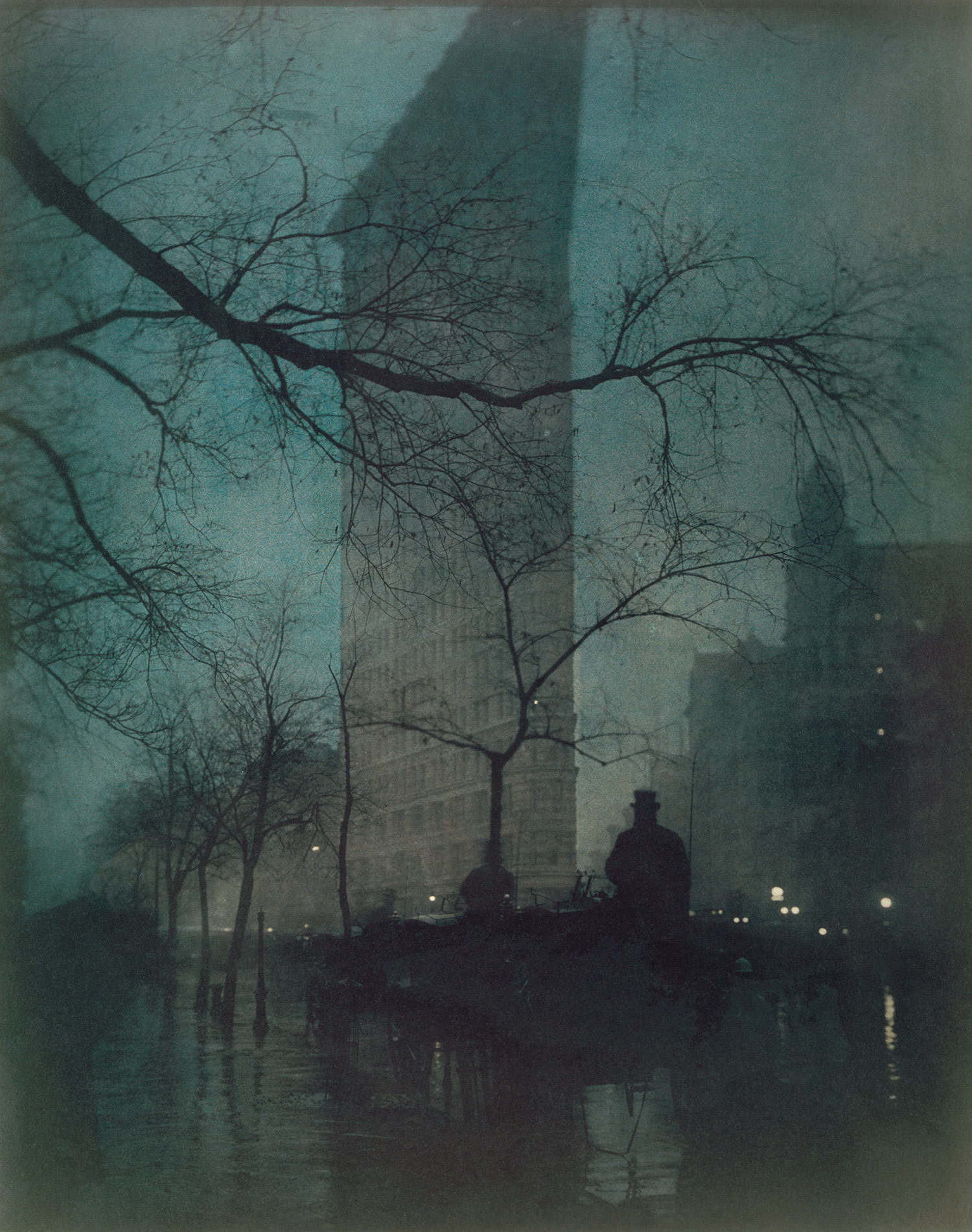
Flatiron, 1904
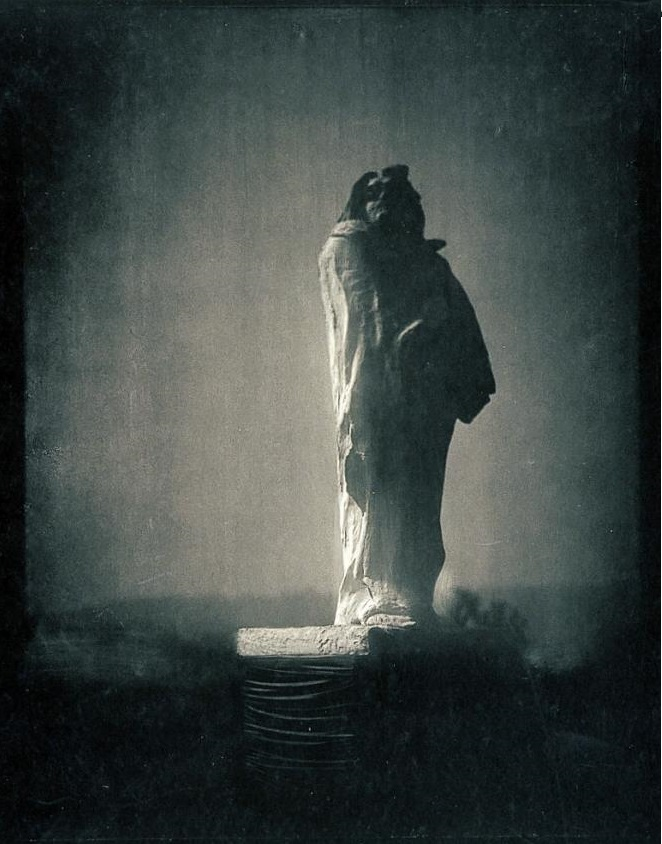
Rodins Balzac, 1911
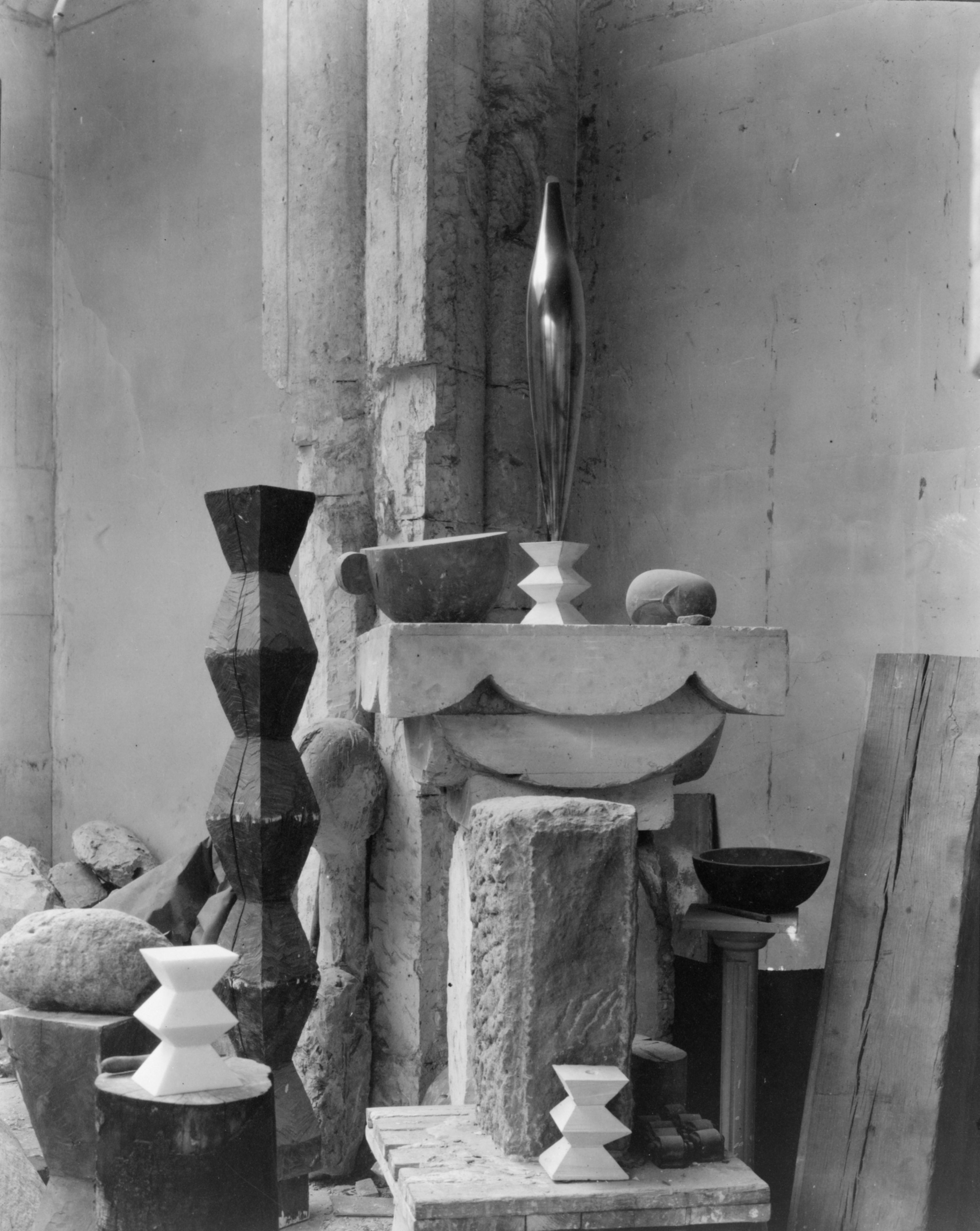
Edward Steichen - Brancusi's studio, 1920
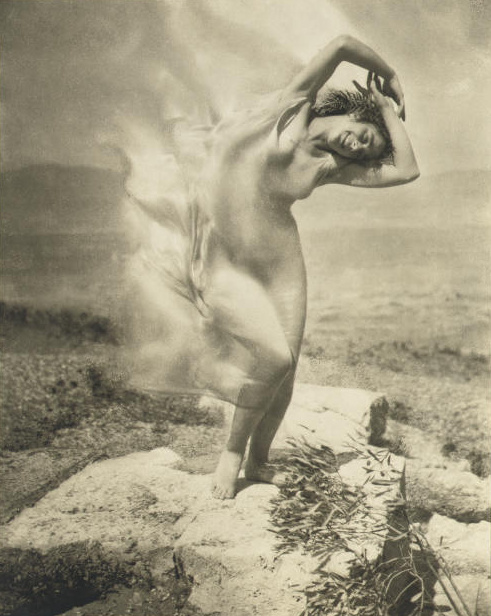
Wind fire, 1921, Therese Duncan op de Akropolis
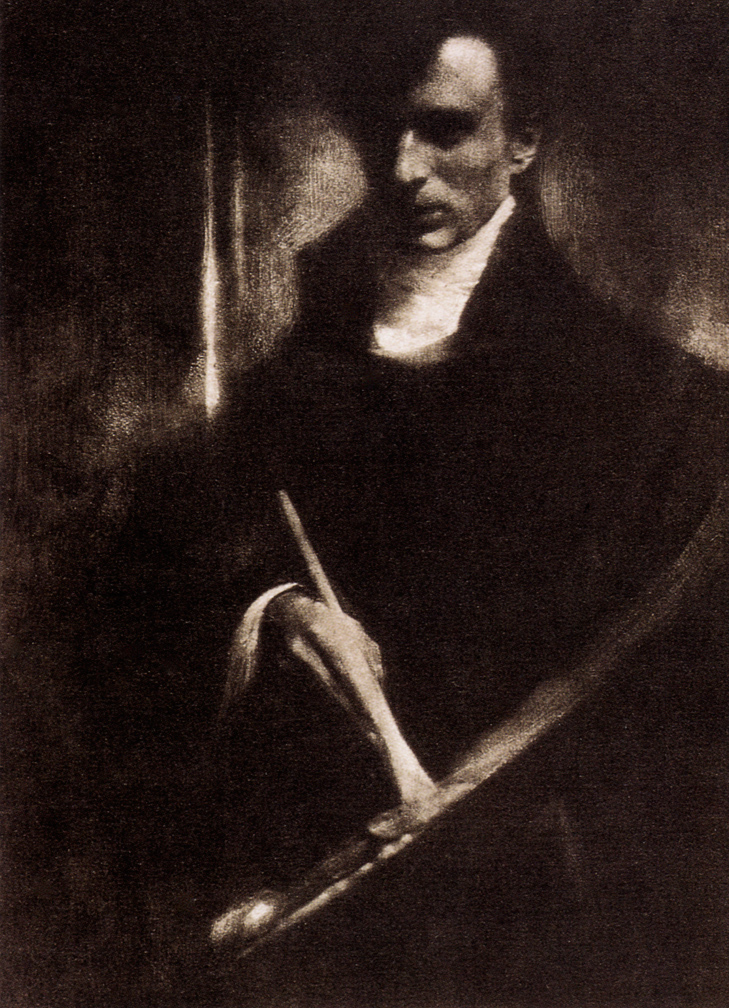
Zelfportret, 1903